# Efeito Weinstein

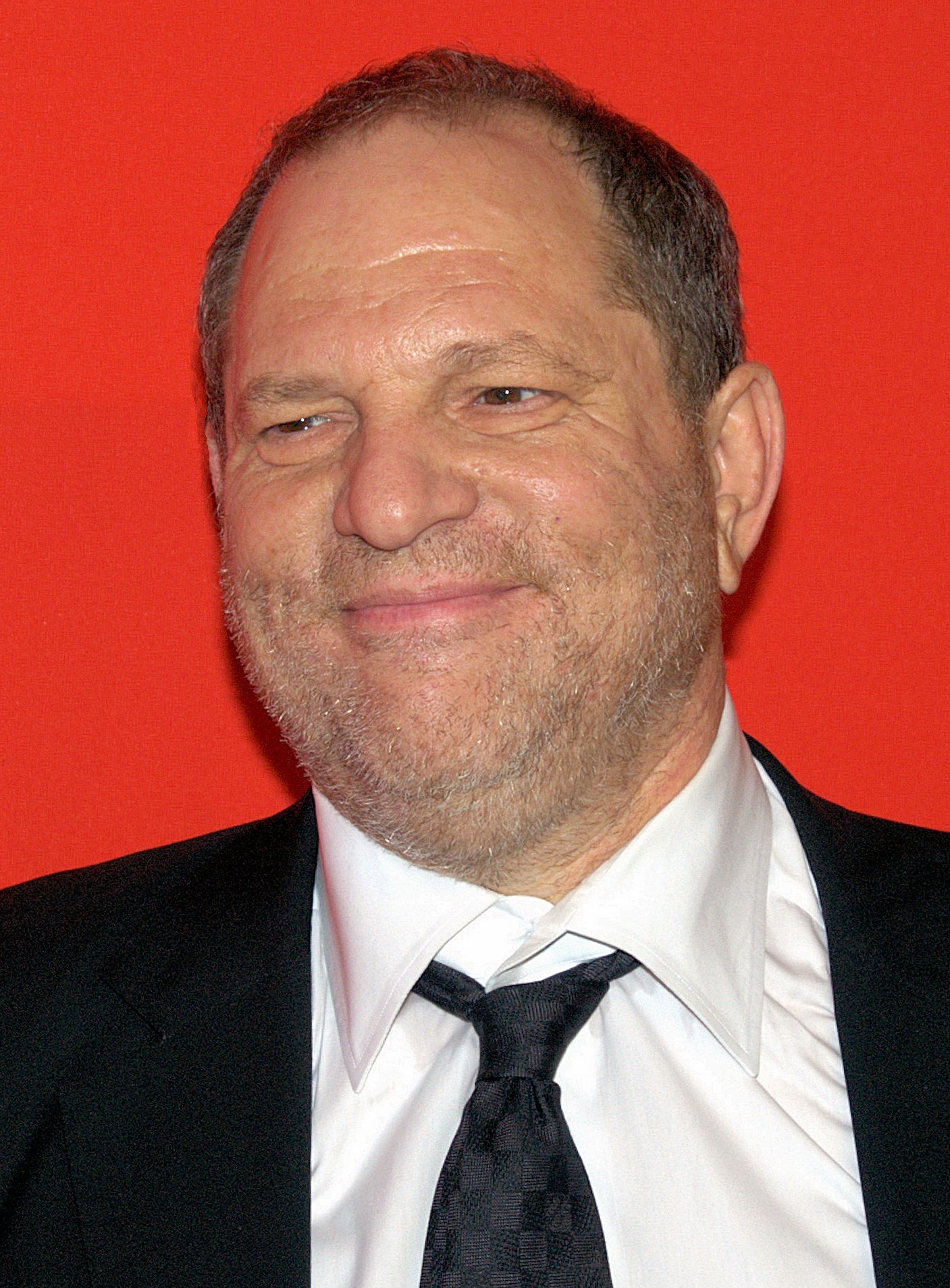
O produtor Harvey Weinstein em 2010

O efeito Weinstein é uma tendência mundial de pessoas trazerem a público acusações de abuso sexual perpetrados por homens famosos ou poderosos. O termo passou a ser usado para descrever o fenômeno em escala global a partir de outubro de 2017, quando veículos midiáticos divulgaram numerosos relatos contra o produtor de cinema Harvey Weinstein.
Além de Weinstein, outras figuras públicas tiveram suas carreiras comprometidas após as alegações de assédio, como o ator Kevin Spacey, o comediante Louis C.K. e o diretor Brett Ratner.

## História
Em julho de 2016, a jornalista Gretchen Carlson, da Fox News, entrou com uma ação judicial contra o diretor da emissora, Roger Ailes, que culminou na demissão dele. O fato encorajou jornalistas a investigar outros rumores de assédio, como a conduta de Weinstein e do comentarista político Bill O'Reilly. Revelações similares levaram O'Reilly a ser demitido em abril de 2017.
Em 5 de outubro de 2017, o jornal The New York Times publicou os primeiros relatos de décadas de acusações de assédio sexual contra o produtor Harvey Weinstein. Em 10 de outubro, o jornalista Ronan Farrow publicou alegações onde Weinstein teria assediado 13 mulheres, e estuprado três. Como consequência, Weinstein foi demitido de sua própria produtora, a The Weinstein Company; Harvey havia suprimido outros casos através de acordos de não divulgação, mas após a divulgação da história na mídia, cerca de 80 outras mulheres – incluindo várias atrizes famosas – vieram a público e também acusar Weinstein de assédio.
Nos Estados Unidos o caso de Weinstein gerou comoção nacional, gerando debates nas mídias tradicionais e sociais. Tanto homens quanto mulheres publicaram relatos de assédio sexual no ambiente de trabalho de inúmeras áreas, levando à queda de homens poderosos. No Twitter, a campanha #MeToo encorajou centenas de milhares de pessoas a contarem suas histórias. Em 25 de novembro, a polícia de Los Angeles anunciou que tinha aberto investigação contra 28 acusações de assédio sexual, envolvendo grandes nomes da indústria do cinema e outras áreas.
Em fevereiro de 2018, o ator sul-coreano Jo Min-ki foi alvo de acusações de assédio por várias alunas do curso de interpretação do qual ele era professor. O caso teve grande repercussão na mídia do país, na época em que o movimento #MeToo ganhava força na Coreia do Sul. No dia 9 de março, Min-ki foi encontrado morto por enforcamento em sua residência. Ao seu lado, estava uma carta de suicídio onde ele pedia perdão.